# Grand Theft Auto Advance
Grand Theft Auto Advance (GTA Advance) — двумерная игра из серии Grand Theft Auto от Rockstar Games, выпущенная 26 октября 2004 года для портативной игровой приставки Nintendo Game Boy Advance.
В игре используется вид камеры «сверху» — такой угол обзора использовался в первых двух частях серии, Grand Theft Auto и Grand Theft Auto 2, а также в Grand Theft Auto: Chinatown Wars, однако присутствуют элементы, которые впервые были представлены только в трёхмерных играх серии: дополнительные миссии (такие, как «Полицейский» и «Скорая помощь»), графический интерфейс и большое количество видов оружия.

## Игровой процесс

### Место действия
Действие игры происходит в Либерти-Сити — вымышленном мегаполисе, который также является местом действия во многих других играх серии. В ранних анонсах игры сообщалось, что GTA Advance будет портом GTA III, однако в ходе разработки (точное время принятия решения неизвестно) эта идея была отклонена, возможно, из-за технических ограничений консоли и недостатка времени, необходимого для переноса игровых миссий в двухмерное окружение.
В результате игра была выпущена как предыстория GTA III, время действия — за год до событий третьей части. Так как сюжет разворачивается в Либерти-Сити, в GTA Advance игрок путешествует по знакомым местам, выполненным в типичном для серии урбанистическом стиле. Однако расположение разнообразных секретов игры, таких, как «Вспышки ярости» (англ. «Rampages»), или же спрятанных пакетов и трамплинов, было изменено, поэтому игрокам, знакомым с Либерти-Сити, будет необходимо исследовать мир игры заново. Три острова, на которых располагается город, претерпели некоторые изменения, и все элементы, которые было невозможно реализовать в двухмерной игре, исключили, из-за чего в GTA Advance отсутствуют наклонные поверхности, туннели и метро.

## Сюжет
2000 год. Майк — мелкий преступник, работающий с напарником Винни. Вместе они хотят уехать из Либерти-Сити и вернуться к обычной жизни, покинув криминальный мир, но внезапно перед отъездом Винни предлагает выполнить задания мафии Леоне. Во время одной из миссий машина Винни взрывается вместе с самим Винни и их деньгами. Майк, для которого Винни был вторым отцом, ставит перед собой задачу отмщения.
Его возмездие ведёт к его переходу в другие организации, такие, как Ярди, Колумбийцы и Якудза. Каждая банда имеет свои группировки, представителей, врагов и союзников, таких, как Эйт-Болл (вместе с ним Клод совершит побег на мосту Каллахан) и друг Винни — Стив, который будет давать Майку задания, помогающие узнать правду о смерти Винни.
К концу игры Майк узнаёт, что Винни разыграл свою смерть, и случайно убивает Винни в порыве ярости, когда узнаёт о том, что Винни ещё жив и подставил его. В течение последних миссий Эйт-Болл будет травмирован и арестован властями. В последней миссии Майк сбегает из Либерти-Сити на самолёте наркоторговца Циско в Колумбию.

## Отзывы
| Сводный рейтинг    | Сводный рейтинг |
| Агрегатор          | Оценка          |
| ------------------ | --------------- |
| GameRankings       | 70,35 %         |
| Metacritic         | 68/100          |
| Иноязычные издания |                 |
| Издание            | Оценка          |
| Game Informer      | 7,5/10          |
| GameSpot           | 6,5/10          |
| IGN                | 8,5/10          |

Grand Theft Auto Advance получила смешанные отзывы. На GameRankings игра имеет рейтинг 70,35 % на основе 37 рецензий. На Metacritic игра получила 68 из 100 на основе 33 рецензий.